# Šemanovice
Šemanovice (německy Schemanowitz) jsou malá vesnice, část obce Kokořín v okrese Mělník ve Středočeském kraji. Nacházejí se asi 2,5 kilometru na severozápad od Kokořína (po silnici 5,5 kilometru). Ve vsi bylo roku 2011 evidováno 47 adres a 35 trvale žijících obyvatel. Nacházejí se na území Chráněné krajinné oblasti Kokořínsko – Máchův kraj.
Šemanovice jsou také název příslušného katastrálního území o rozloze 3,88 km².

## Historie
První písemná zmínka o vesnici pochází z roku 1444.

### Šemanovice v roce 1890
Roku 1890 zde žilo 269 obyvatel v 52 domech. Stavení byla dílem kamenná, dílem dřevěná; nablízku se nacházely pískovcové lomy. Z řemeslníků zde byl k roku 1890 kovář, obuvník, pekař, zámečník, truhlář, tesař a pak několik dělníků zednických. Z jiných živností byly v Šemanovicích dva hostinští, dva smíšené obchody a dva prodeje tabáku.
Na východní straně obce stál kostel zasvěcený svatému Janu Nepomuckému, založený roku 1803. Kostelní věž měla tři zvony, jeden z nich pocházel ze zrušeného kostela svatého Jana Nepomuckého na Chloumku. Obec měla nový hřbitov, založený roku 1869 (dříve pohřbívalo se v sousední obci Vidimi). Jednotřídní škola byla zřízena roku 1801, nacházela se uprostřed obce; před rokem 1873 bývala v zámečku, kde za dávných dob stávala tvrz. V zámečku byl stále příbytek správce školy.
Pro vyvýšenou polohu a propustné podloží nebylo možné nikde v obci nalézt pitnou vodu. Chodilo se pro ni do „Hradkovské“ studánky vzdálené půl hodiny cesty, která se nacházela v šemanovickém dole. Bližší studánka, ale s méně kvalitní vodou, se nazývala „Vlkovská“. V čase sucha ovšem obě vysychaly a obyvatelé museli chodit pro vodu až do Kokořínského údolí k Hlučovu, vzdálenému čtyři kilometry. 
Jedna z jeskyní v lese u Šemanovic, zvaná Hradkov, byla za husitských válek zřejmě skrýší pronásledovaných katolíků.

### Fiktivní historie
Podle poznatků alternativní cimrmanologické skupiny Salón Cimrman zde počátkem 20. století pobýval a působil fiktivní český génius Jára Cimrman. Jedná se tak o jistou paralelu k (ryze fiktivní) vesnici Liptákov.

## Obyvatelstvo
| Rok            | 1869 | 1880 | 1890 | 1900 | 1910 | 1921 | 1930 | 1950 | 1961 | 1970 | 1980 | 1991 | 2001 | 2011 | 2021 |
| -------------- | ---- | ---- | ---- | ---- | ---- | ---- | ---- | ---- | ---- | ---- | ---- | ---- | ---- | ---- | ---- |
| Počet obyvatel | 292  | 269  | 251  | 240  | 226  | 202  | 213  | 114  | 102  | 91   | 79   | 64   | 48   | 35   | 36   |
| Počet domů     | 52   | 52   | 53   | 53   | 46   | 47   | 50   | 47   | 47   | 32   | 21   | 47   | 46   | 47   | 47   |

## Obecní správa
Při sčítání lidu v letech 1850–1960 Šemanovice byly samostatnou obcí v okrese Mělník. Od 1. července 1960 do 31. prosince 1979 byly částí obce Březinka v okrese Mělník. Od 1. ledna 1980 jsou částí obce Kokořín v okrese Mělník.

## Pamětihodnosti
- Kostel svatého Jana Nepomuckého
- sýpka s chlévy u č.p. 37
- usedlosti č.p. 4, 5 a 33
- Skalní obydlí při č.p. 31

## Zajímavosti
- studánka a jeskyně Hradkov – na značené stezce (místní značení)
- skalní byt Na Skalách – obecní byt pro chudé a nemocné, č.p. 23. V roce 1891 zde žila Alžběta Pospíšilová. Po její smrti tu až do roku 1945 přebýval Antonín Tuček. Dějiště natáčení filmu F. A. Brabce Kytice.
- Rozbořenka – skalní byt pod Truskavnou, vystavěn před rokem 1843. Dům měl čp. 26 a nacházel se v bývalém lomu. V roce 1891 zde žil vysloužilý panský hajný Antonín Rozbořil. Po Rozbořilovi tu žila až do roku 1945 rodina zemědělského dělníka Josefa Borna. V té době měl dům ještě roubenou světnici. Síň a hospodářská část domu byly zahloubeny ve skále.
- Kostelíček, Klemperka – další umělé jeskyně v pískovcích v okolí
- restaurace Nostalgická myš (muzeum divadla Semafor), č.p. 7, kde se ve spolupráci Ondřeje Suchého a Jiřího Šebánka natáčely pořady cyklu Salón Cimrman

## Ohlasy v kultuře
Pod literárním názvem Šimonovice byla vesnice a zdejší Skalní obydlí inspirací pro „skalní byt“ vypravěččina otce v románu Teorie podivnosti od české spisovatelky Pavly Horákové.